# Iguanodontidae
Famille
Iguanodontidae, les iguanodontidés, forment une famille de dinosaures ornithischiens ornithopodes de l'infra-ordre des Iguanodontia ou « iguanodontes », à laquelle appartiennent les genres Iguanodon, Mantellisaurus, Ouranosaurus ou davantage selon les classifications.

## Description et caractéristiques
Les iguanodontidés ont vécu pendant la période comprise entre le Jurassique moyen et le Crétacé inférieur ; ils ont très vite colonisé le monde et sont devenus la famille de dinosaures herbivores la plus commune du Crétacé inférieur ; on peut en trouver un peu partout sur terre, même dans les cercles polaires, dépourvus de glace à l'époque. Iguanodon est un des genres les plus célèbres de cette famille de dinosaures. Les gisements qui fournissent le plus de spécimens se situent en Belgique, en Mongolie, au Canada et au Niger (gisement de Gadoufaoua).
Contrairement aux hypsilophodontidés (une autre famille d'ornithopodes), les iguanodontidés n’étaient pas très adaptés à la course. Leur corps était massif et robuste ; leurs fémurs étaient plus longs que leurs tibias (contrairement aux dinosaures coureurs). Ces animaux possédaient des pattes pourvues d'ongles épais ressemblant à des sabots. D'après ces caractéristiques, on pourrait penser que les iguanodontidés étaient relativement lents et qu'ils se déplaçaient à quatre pattes la majeure partie du temps.

## Taxinomie

### Liste des sous-familles et genres
Selon BioLib (24 mai 2016) :
- genre Anabisetia Coria & Calvo, 2002 †
- genre Bihariosaurus Marinescu, 1989 †
- genre Callovosaurus Lydekker, 1889 †
- genre Camptosaurus Marsh, 1885 †
- genre Dakotadon Paul, 2008 †
- genre Dollodon Paul, 2008 † syn. Mantellisaurus
- genre Draconyx Mateus & Antunes, 2001 †
- genre Fukuisaurus Kobayashi & Azuma, 2003 †
- genre Gasparinisaura Coria & Salgado, 1996 †
- genre Iguanodon Mantell, 1825 †
- genre Lanzhousaurus You, Ji & Li, 2005 †
- genre Lurdusaurus Taquet & Russell, 1999 †
- genre Mochlodon Seeley, 1881 †
- genre Muttaburrasaurus Bartholomai & Molnar, 1981 †
- genre Ouranosaurus Taquet, 1976 †
- genre Rhabdodon Matheron, 1869 †
- genre Talenkauen Novas, Cambiaso & Ambrosio, 2004 †
- genre Tenontosaurus Ostrom, 1970 †
- genre Zalmoxes Weishampel, Jianu, Csiki & Norman, 2003 †

Les Trachodontinae (avec le genre type Trachodon) sont parfois inclus dans cette famille, ainsi que quelques autres genres comme Bolong.

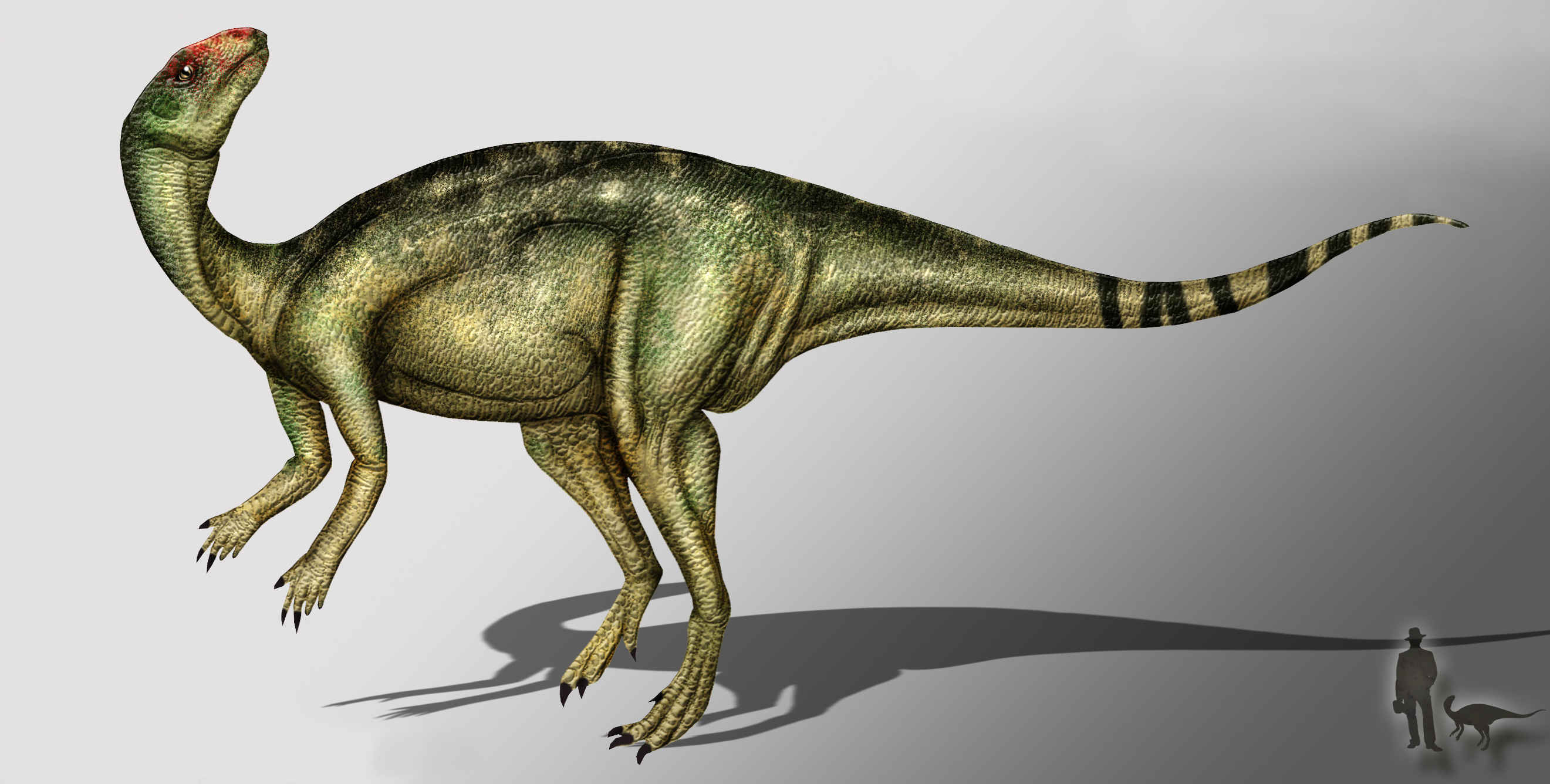
Anabisetia saldiviai
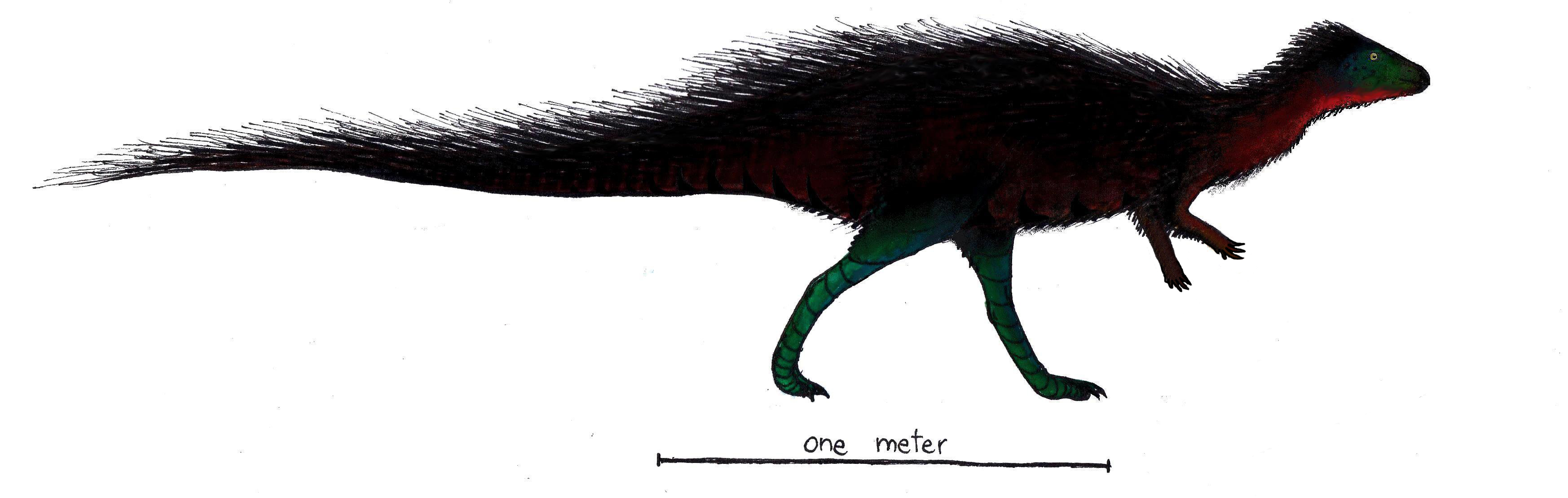
Callovosaurus
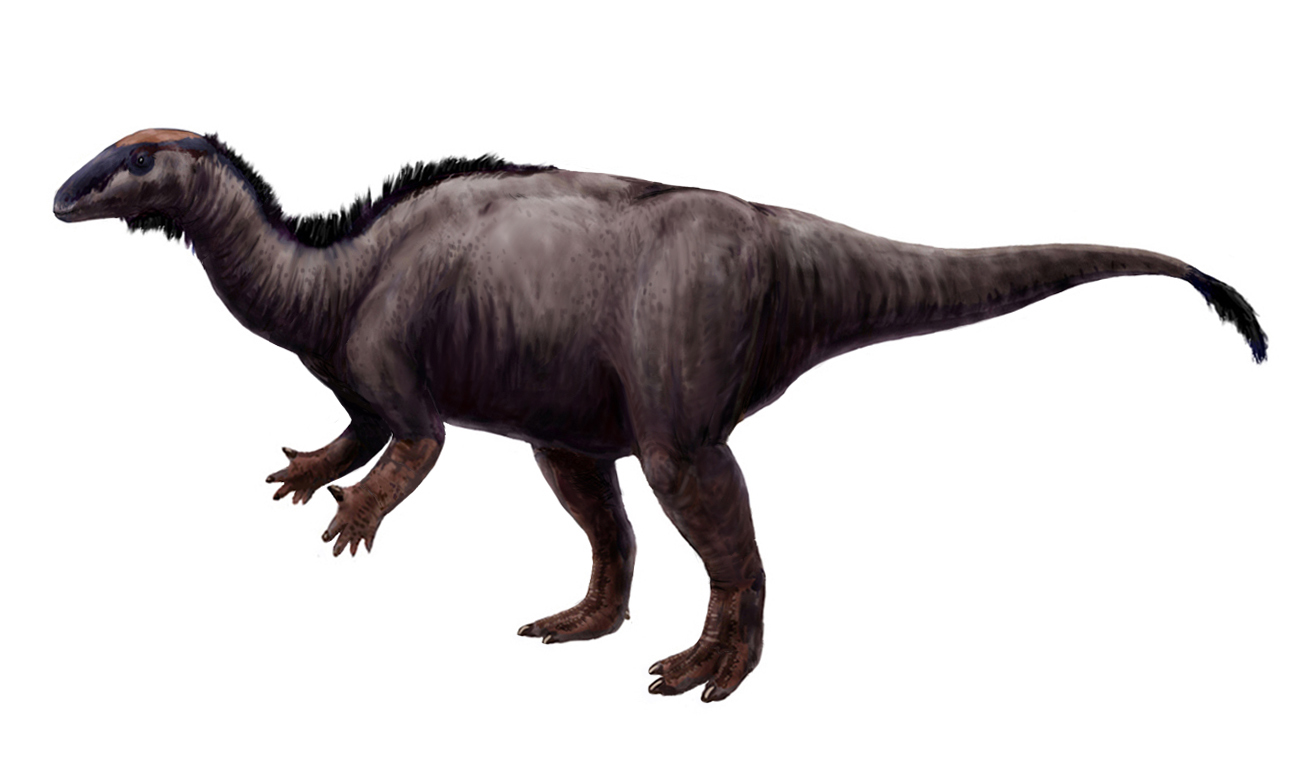
Camptosaurus
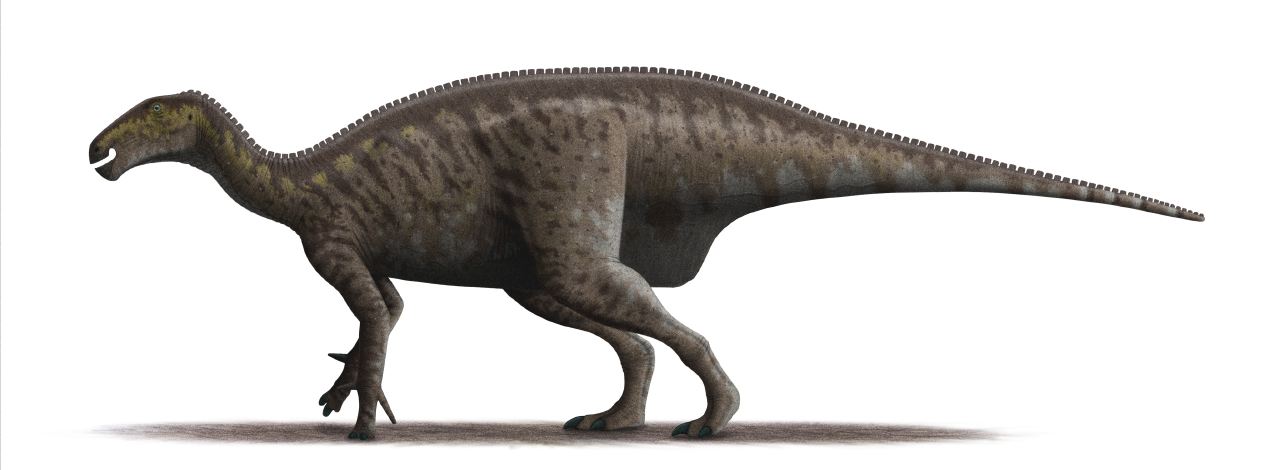
Mantellisaurus
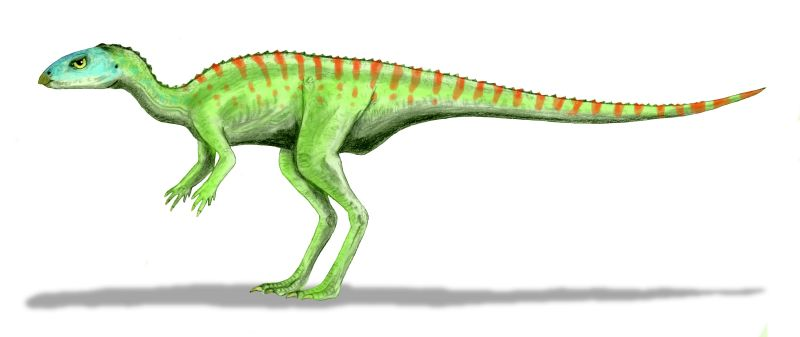
Gasparinisaura
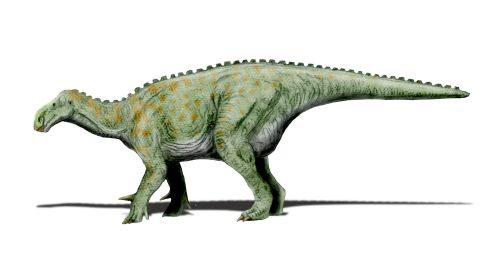
Iguanodon
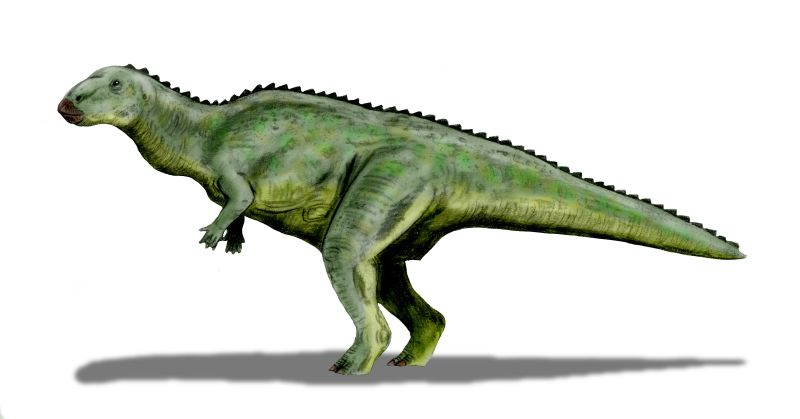
Lanzhousaurus
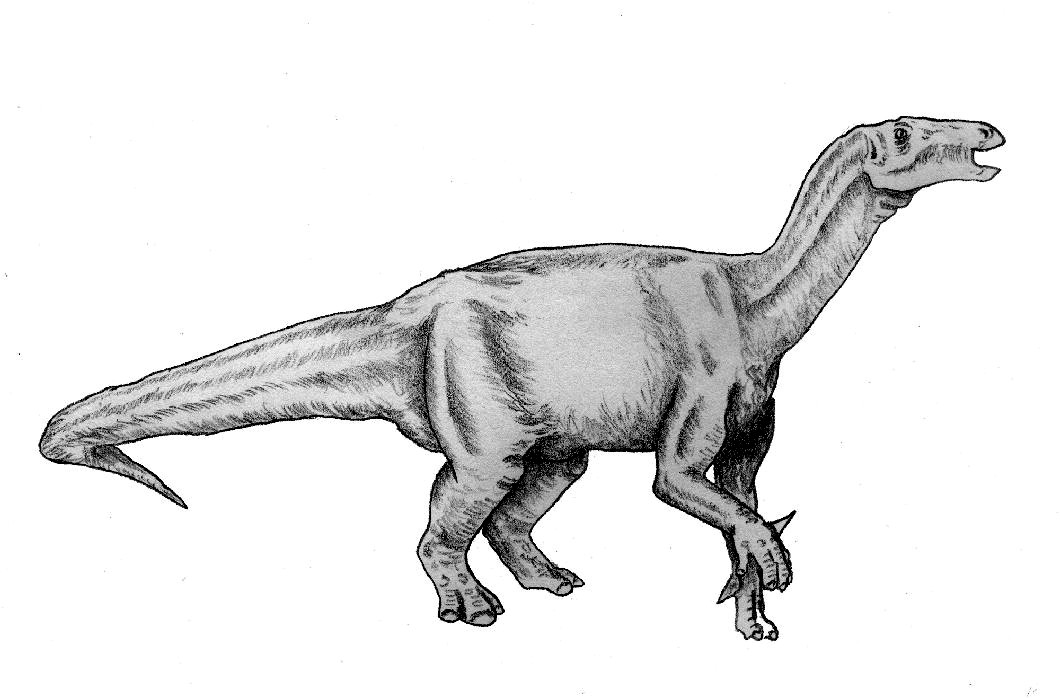
Lurdusaurus
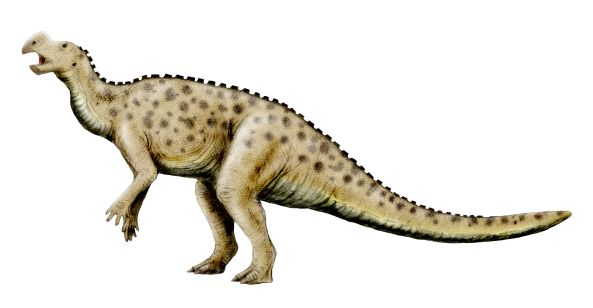
Muttaburrasaurus
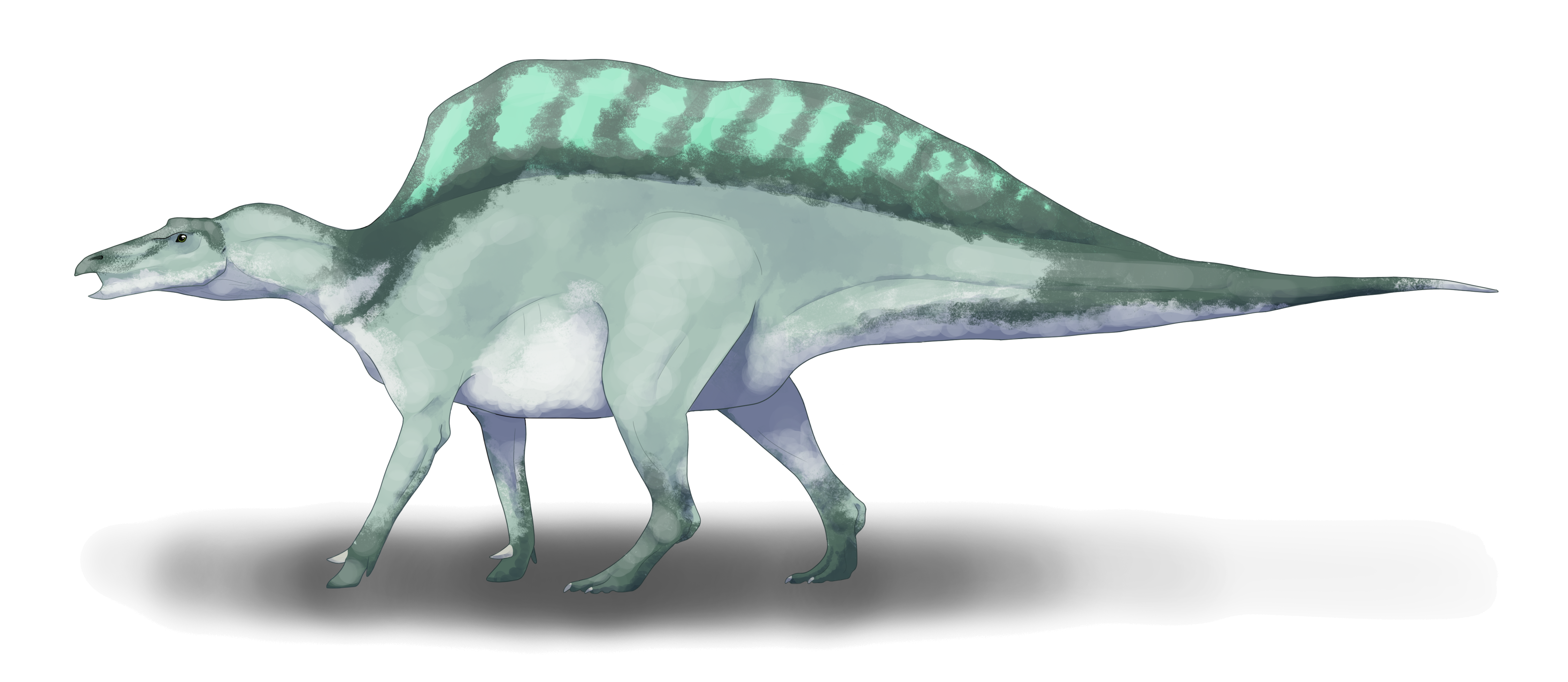
Ouranosaurus
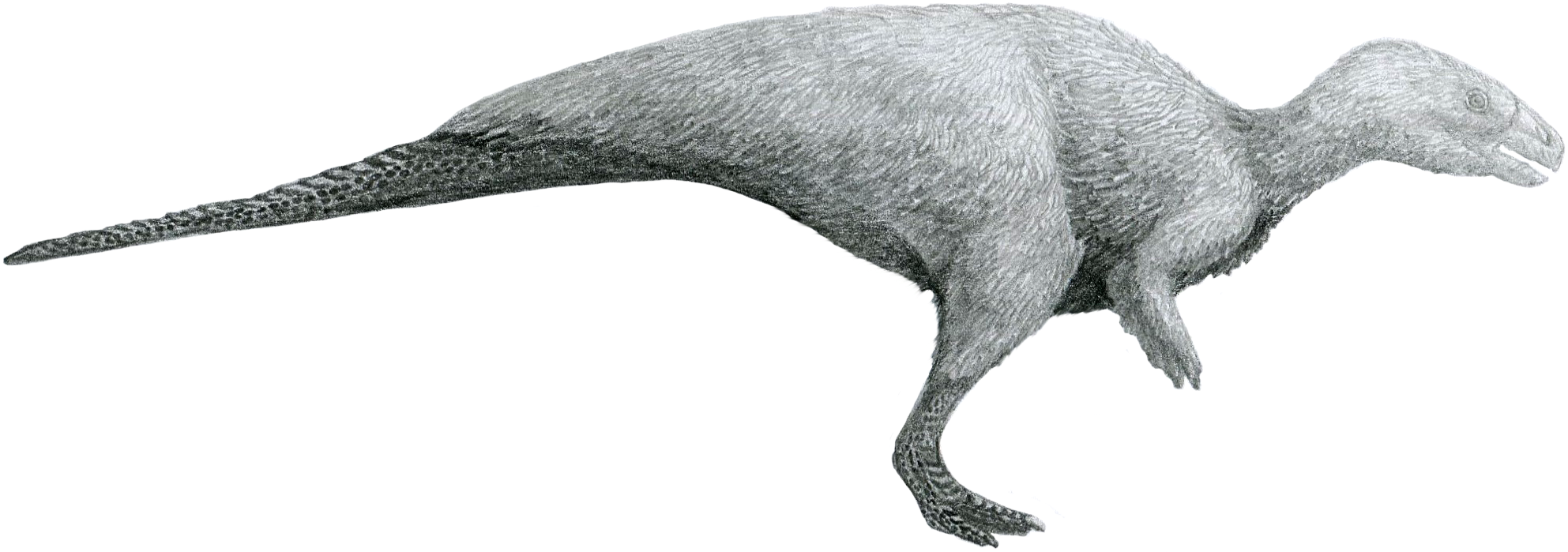
Rhabdodon
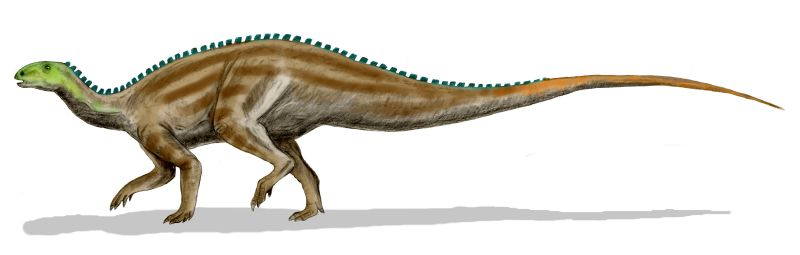
Tenontosaurus
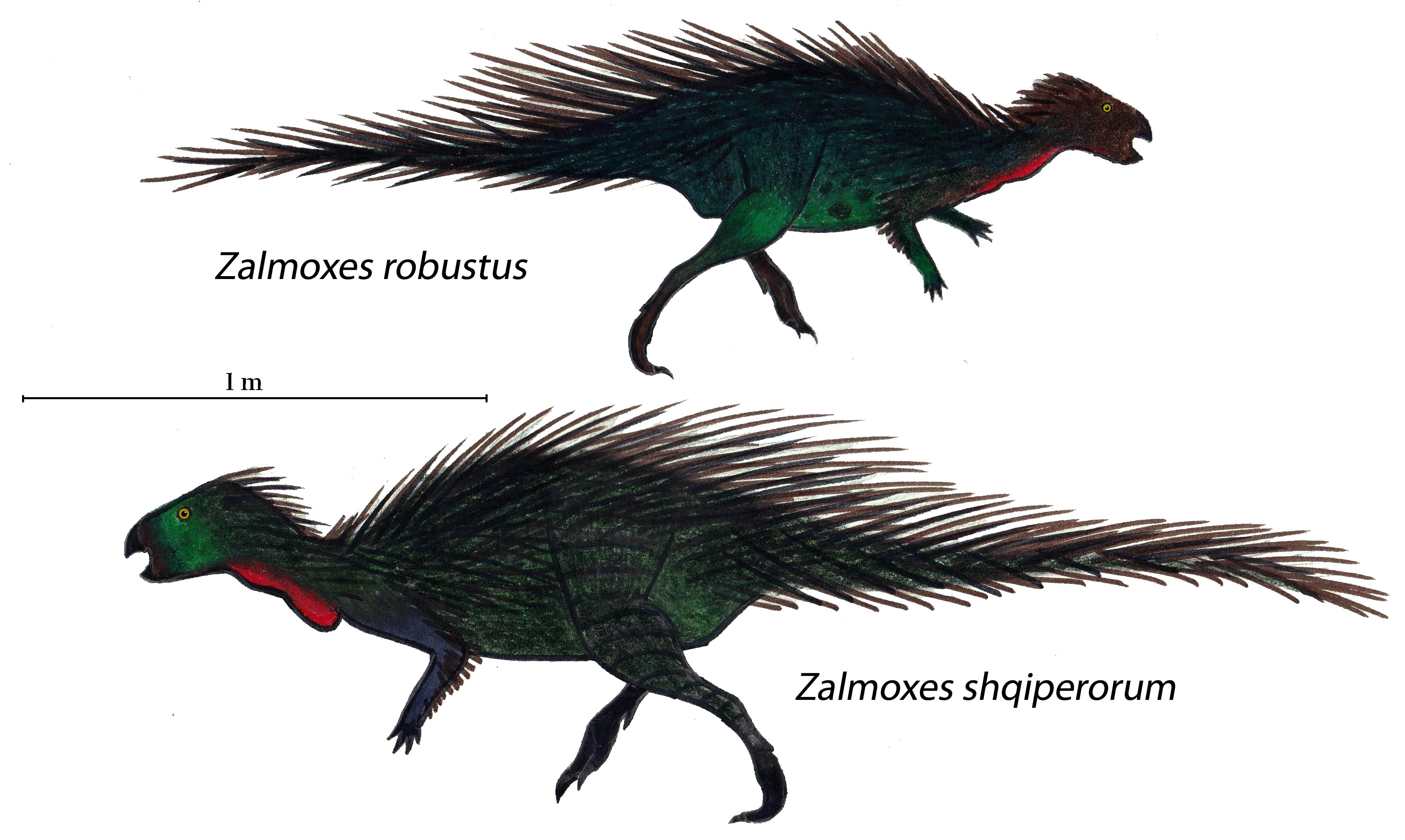
Zalmoxes

### Synonyme
Ornithopodidae Zittel, 1895

## Phylogénie
Cladogramme proposé selon une étude des paléontologues Wu Wenhao & Pascal Godefroit (2012).
- Hadrosauriformes
  - Iguanodontidae
    - Iguanodon
    - 
      - Ouranosaurus
      - Mantellisaurus

  - Hadrosauroidea
    - Bolong
    - 
      - Equijubus
      - 
        - Jinzhousaurus
        - 
          - Altirhinus
          - 
            - Batyrosaurus
            - 
              - Probactrosaurus
              - 
                - Eolambia
                - 
                  - Protohadros
                  - 
                    - Bactrosaurus
                    - Levnesovia
                    - 
                      - Shuangmiaosaurus
                      - 
                        - Tethyshadros
                        - 
                          - Telmatosaurus
                          - Hadrosauridae